# Морен, Тьерри
Тьерри Морен (фр. Thierry Morin; род. 12 декабря 1957) — французский футболист, играл на позиции защитника. По окончании карьеры стал работать в клубе «Пари Сен-Жермен» на нескольких должностях.

## Биография

### Игровая карьера
В детстве занимался в академии клуба «Стад Сен-Жермен». В 1970 году в 12-летнем возрасте перешёл в академию новообразованного клуба «Пари Сен-Жермен».
В возрасте 17 лет был привлечён Жюстом Фонтеном в основной состав «парижан». Дебютировал в Лиге 1 21 декабря 1975 года в матче с «Реймсом» — ПСЖ проиграл матч 2:3. Вместе с Жаном-Марком Пилорже, Франсуа Бриссоном и Лионелем Жюстье он составил четвёрку дебютантов «парижан», которая в последствии стала известной как «Четыре мушкетёра». В составе «парижан» он завоевал чемпионский титул в 1986 году и два Кубка Франции в 1981 и 1982 годах. Всего за «парижан» сыграл во всех турнирах 174 матча и забил 1 гол.
В 1986 году перешёл в «Ред Стар», в составе которого играл в течение трёх сезонов. Завершил карьеру в 1989 году.

### Жизнь после футбола
В 1989 году Морен завершил карьеру и вернулся в «Пари Сен-Жермен» как сотрудник клуба. В течение многих лет успешно работал с подготовкой и поиском молодых игроков для академии «парижан». Среди футболистов, которые были привлечены в академию клуба, были такие игроки как Адриен Рабьо, Преснель Кимпембе, Кристофер Нкунку, Альфонс Ареола и другие.

## Достижения
«Пари Сен-Жермен»
- Чемпион Франции (1): 1985/86
- Обладатель Кубок Франции (2): 1981/82, 1982/83